# Hendrik Alexander Ruysch
Hendrik Alexander Ruysch (Zutphen, 7 februari 1767 - Rotterdam, 14 november 1839), ook geschreven als Ruijsch, was een Nederlandse viceadmiraal.

## Loopbaan
Ruysch was een der opvarenden op de vloot van viceadmiraal Johan Zoutman en nam deel aan de Slag bij de Doggersbank in 1781. In 1795 bleef hij in dienst van de Bataafse Marine als kapitein-luitenant en nam onder andere deel aan de slag bij Camperduin in oktober 1797, daarbij raakte hij in Engelse krijgsgevangenschap maar werd al in december weer vrijgelaten. In 1798 werd hij bevorderd tot kapitein-ter-zee en in 1809 tot schout-bij-nacht. In 1810 werd hij door koning Lodewijk van Holland verheven tot baron. Na de Franse tijd werd hij in juli 1814 schout-bij-nacht bij de nieuwe Koninklijke Zeemacht. In augustus 1815 werd hij ingelijfd in de Nederlandse adel met het predicaat jonkheer.
Schout-bij-nacht Ruysch volgde op 30 januari 1820 vice-admiraal Aegidius van Braam op als commandant van het Nederlandse Middellandse Zee-eskader. Dit permanente eskader was in 1816  ingesteld na het bombardement op Algiers op 27 augustus 1816.
Daartoe moest Ruysch eerst zijn eskader in gereedheid brengen te Den Helder. Dit bestond uit het linieschip Zr.Ms. Wassenaar onder commando van kapitein-ter-zee Laurens Louis Spengler, de fregatten Rhijn en Diana, het korvet Lynx en de brik Gier. Op 14 mei vertrokken de schepen van de rede van Texel en kwamen op 24 september 1820 aan op hun standplaats te Port Mahon op Menorca (tegenwoordig Maó genoemd). De volgende vier jaar bestond de taak van het eskader uit vlagvertoon in havens rond de gehele Middellandse Zee en afschrikking van zeerovers die de koopvaardij konden bedreigen. Op 24 augustus 1824 droeg Ruysch het commando over aan schout-bij-nacht Constantijn Johan Wolterbeek die met het linieschip Zr.Ms. Holland de volgende vier jaar deze taak zou vervullen. 
Ruysch was ridder derde klasse in de Militaire Willems-Orde sinds 2 april 1823 en bezat diverse buitenlandse ordes. Hij was later directeur en commandant der marine in het hoofddepartement van de Maas. In 1830 werd hij benoemd tot viceadmiraal.